# Константин Анастасов (зограф)
Константин Анастасов е даровит възрожденски зограф от Македония, работил във втората половина на XIX век.

## Биография
Роден е в битолското влашко село Магарево в семейството на Анастас Зограф. Константин има сходен иконографски почерк с този на баща си.
Дело на Константин Зограф е иконата на Света Богородица с 24 сцени от житието ѝ от „Успение Богородично“ от манастира Трескавец, датирана 1864 г. при игумена Христо. Иконата е изпълнена със съвършена техника, с много добър колорит, а движенията са свободни е естествени. Гръцкият надпис гласи: „Δια χειρός Κωνσταντίνου Αναστασιου ζωγραφου εκ Μεγαροβου ἐν ἔτει 1864. Διά τό Τρέσκαβετς Ἠγουμένοντος τού κ παπά Χρίστου πρός κοινήν δεησιν.“. Това е единственият пример на подписана от него икона. Икони от Константин Анастасов има в много църкви във Велушина.
В 1869 година заедно с брат си Димитър Константин Зограф изписва църквата „Възнесение Господне“ в Тополчани.
Отново заедно с брат си Димитър изписва по-голямата част от престолните икони, както и иконостасния кръст във Велушинския манастир „Свети Георги“. Тяхно дело са и медальоните с изображение на Благовещение върху царските двери, които са и резбовани.